# ديفيد روس (رجل أعمال)
ديفيد روس (بالإنجليزية: David Ross)‏ هو شخصية أعمال بريطاني، ولد في 10 يوليو 1965 في غريمسبي ‏ في المملكة المتحدة.